# Baptistischer Friedhof Westerstede-Felde

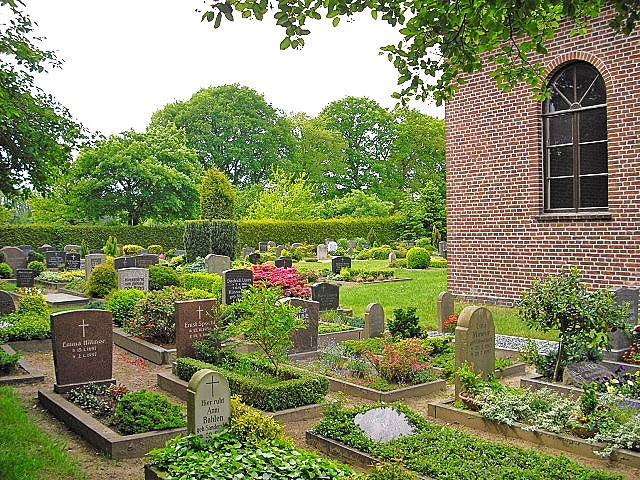
Baptistischer Friedhof Felde

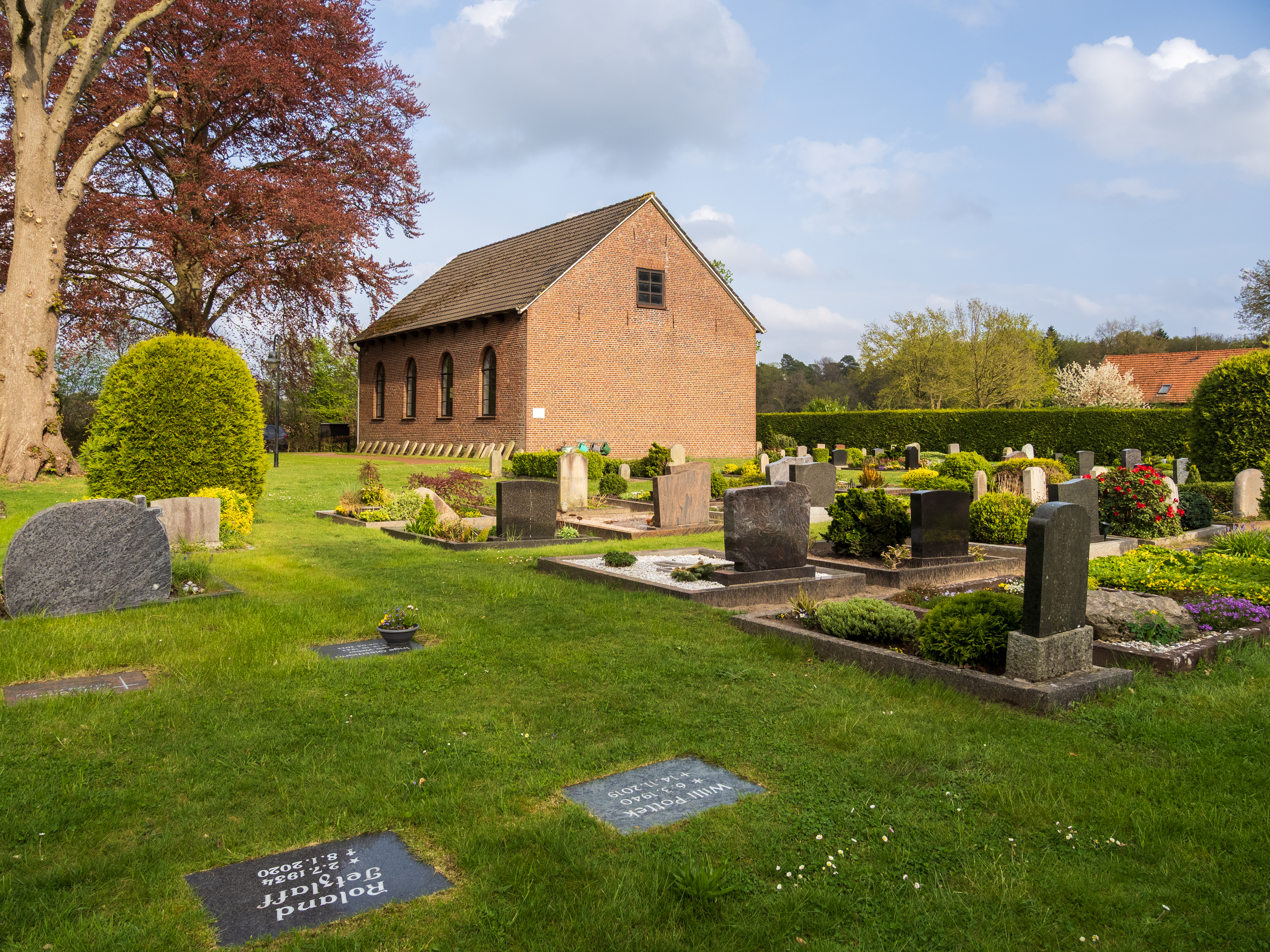
Friedhof und Bethaus in Felde.

Der Baptistische Friedhof Westerstede-Felde (auch Baptistischer Friedhof Felde genannt) ist die älteste Begräbnisstätte der deutschen Baptisten. Er befindet sich an der Wittenheimstraße 22 im Westersteder Ortsteil Felde. Auf demselben Grundstück befindet sich ein baptistisches Bethaus, das heute – abgesehen von Konzerten und besonderen Gottesdiensten – als Friedhofskapelle genutzt wird. Das Gemeindeleben der Evangelisch-Freikirchlichen Baptistengemeinde, in deren Besitz sich der Felder Friedhof befindet, hat sich in der zweiten Hälfte des 20. Jahrhunderts in das Westersteder Stadtzentrum verlagert.

## Geschichte

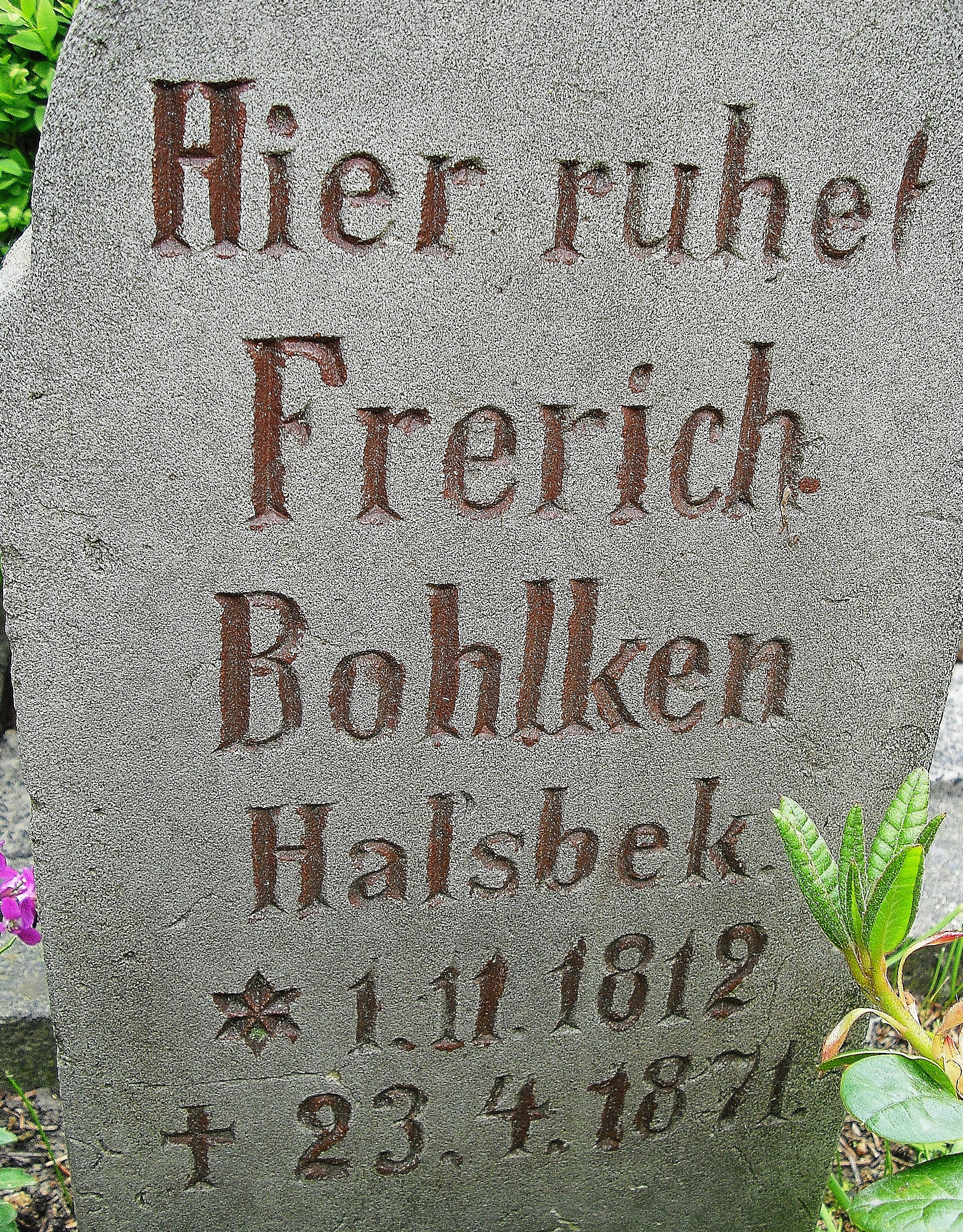
Grabstein Frerich Bohlkens auf dem Felder Friedhof

Im 19. Jahrhundert waren die meisten Friedhöfe im Besitz der Staatskirchen. Baptisten und anderen Dissidenten war es in der Regel nicht gestattet, ihre Verstorbenen durch Geistliche ihrer Glaubensgemeinschaft bestatten zu lassen. Frerich Bohlken, erster Ältester der 1849 gegründeten Gemeinde getaufter Christen legte um 1850 zunächst ohne Erlaubnis der Behörden auf dem Grundstück des Felder Bethauses einen Friedhof an. Er informierte nachträglich die zuständigen Stellen über eine erste dort durchgeführte Beerdigung und interpretierte die ausbleibende Antwort als Duldung. 1851 verstarb ein Kind der Heuermannsfamilie Gerdes aus Eggelohe. Der Amtmann von Berg erfuhr von der beabsichtigten Beisetzung auf dem baptistischen Friedhof und verhängte ein Verbot bei Androhung einer Strafe von fünf Reichstalern. Bohlken wandte sich an die Oldenburger Regierung. Nach siebzehn Tagen erhielt er von dort die vorläufige Genehmigung zur Beisetzung des Kindes. Erst am 16. Oktober 1851 wurde der Baptistengemeinde Felde die Nutzung ihres Grundstücks als Friedhof offiziell gestattet. Johann Gerhard Oncken, den Ende Juli 1852 eine Missionsreise nach Felde führte, berichtete im September desselben Jahres an die American Baptist Foreign Mission Society, dass er auf dem Felder Baptistenfriedhof „zwei kleine Gräber“ vorgefunden hat.
Eine der Bedingungen, die sich mit der amtlichen Erlaubnis verbanden, war die Auflistung aller Friedhofsinteressenten. 1854 kam die Gemeinde dieser Aufforderung nach und nannte in einem Verzeichnis 94 Namen. Wohnorte der Interessenten waren Apen, Burgforde, Eggeloge, Eggelogerfeld, Felde, Fikensolt, Halsbek, Hoheliet, Hollwege, Jührdenerfeld, Langebrügge, Mansie, Moorburg, Neuenburg, Neuengland, Seggern, Torsholt, Westerstede, Westerloy und Westerstederfeld.
Ursprünglich waren laut Friedhofsordnung nur einheitliche Holzkreuze als Grabdenkmäler erlaubt. Später wurde diese durch ebenfalls einheitliche kleine Grabsteine ersetzt. In den Jahren nach dem Zweiten Weltkrieg wurde diese Tradition durchbrochen, da zugezogene Flüchtlinge und Vertriebene sowie Gemeindemitglieder aus anderen Regionen Deutschlands die Schlichtheit einer einheitlichen Grabgestaltung ablehnten.
Der Friedhof wird bis heute genutzt.